# میدل ایست مانیتور

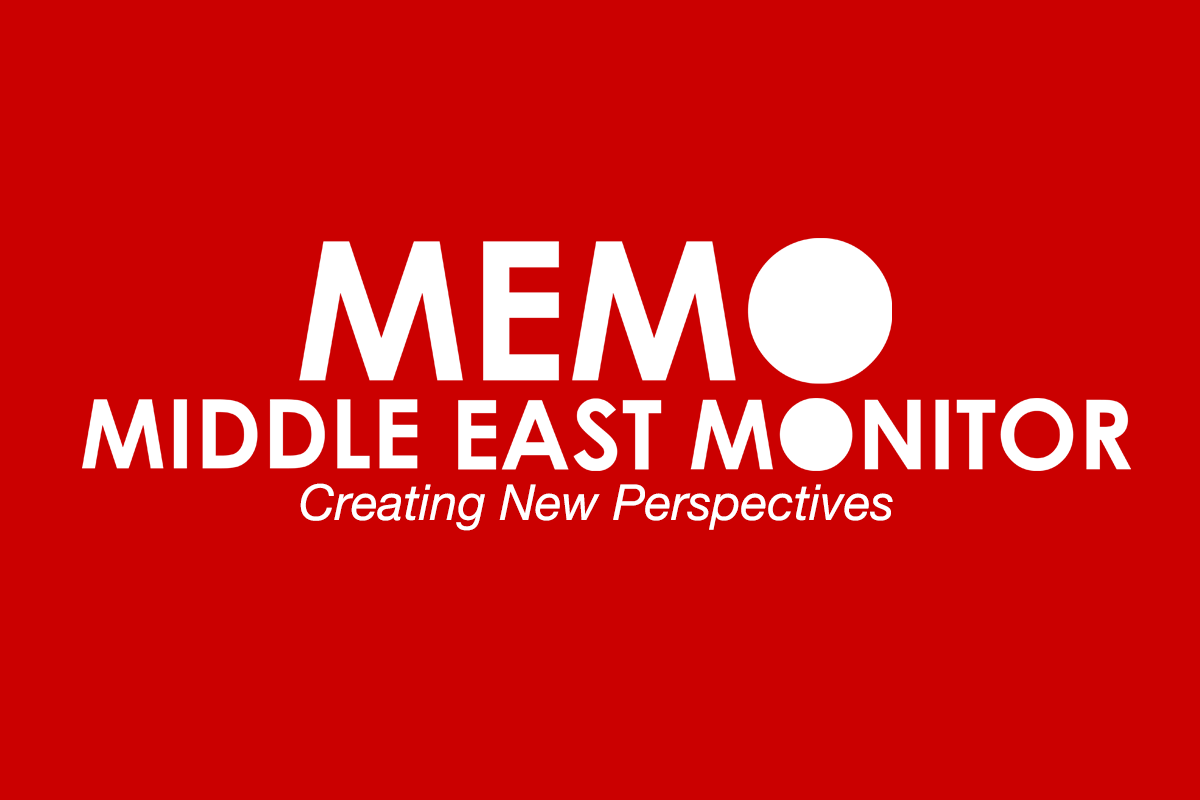
لوگو

میدل ایست مانیتور (به انگلیسی: Middle East Monitor (MEMO))، به معنی «مراقب خاورمیانه»، یک سازمان مطبوعاتی غیرانتفاعی مستقر در لندن است که از ۱ ژوئیهٔ ۲۰۰۹ آغاز به کار کرد. میدل ایست مانیتور بیشتر روی موضوعات مربوط به فلسطین متمرکز است، اما دربارهٔ سایر موضوعات مهم خاورمیانه نیز به زبان‌های انگلیسی و اسپانیایی مطلب منتشر می‌کند. بی‌بی‌سی آن را طرفدار حماس توصیف کرده‌است.